# Université Loyola de La Nouvelle-Orléans
L'université Loyola est une université privée jésuite sise à La Nouvelle-Orléans en Louisiane, aux États-Unis. L'établissement fondé en 1904 est devenu une université en 1912. L'établissement a été nommé en l'honneur d'Ignace de Loyola.

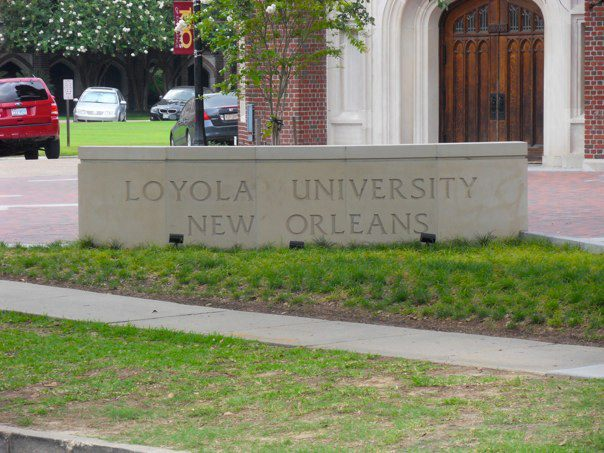
Université Loyola.

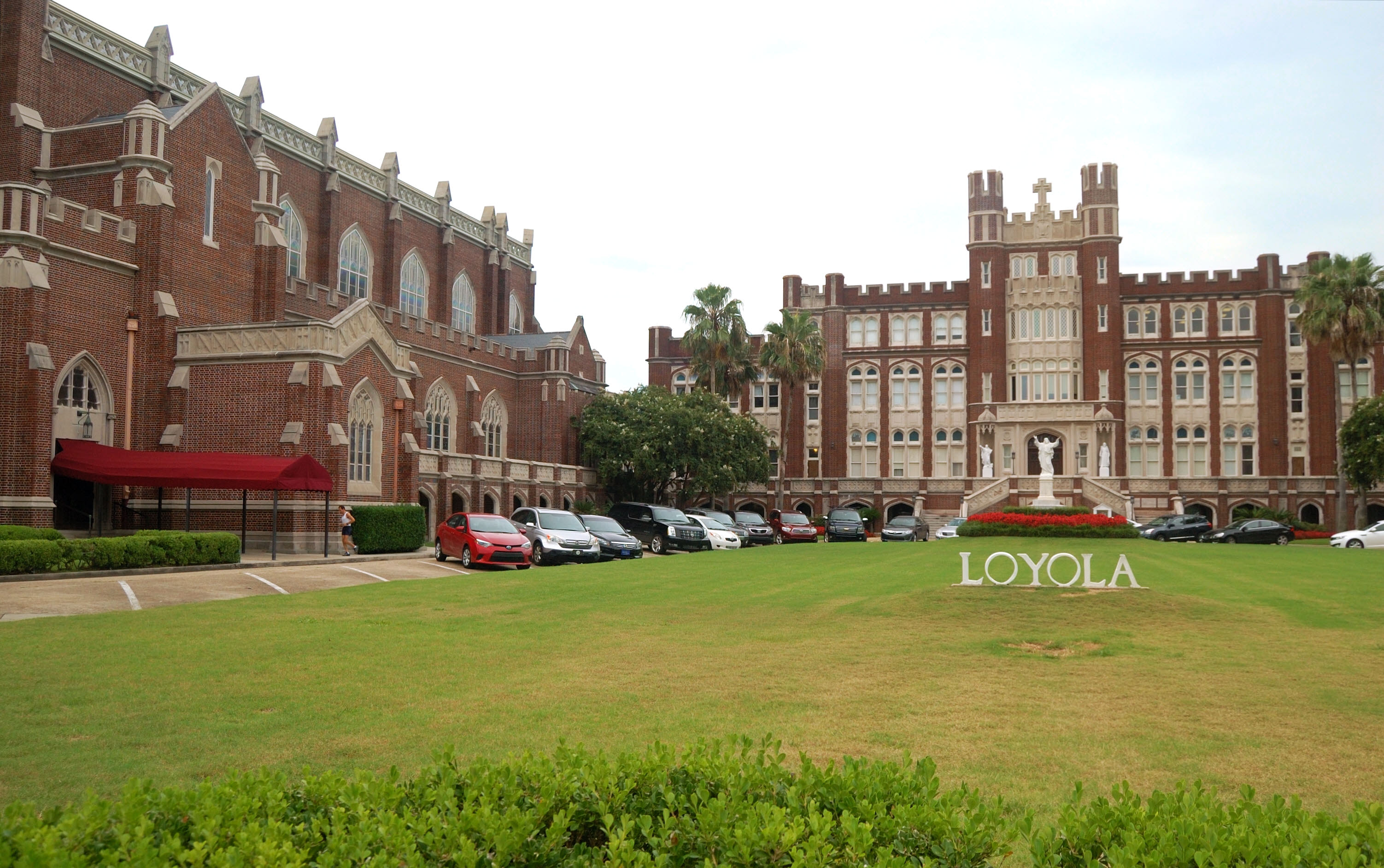
Université Loyola de la Nouvelle-Orléans, Louisiane.